# Epiorna abessynica
Epiorna abessynica is een vlinder uit de familie bloeddrupjes (Zygaenidae). De wetenschappelijke naam van deze soort is voor het eerst geldig gepubliceerd in 1865 door Koch.
De soort komt voor in tropisch Afrika.